# The Cats
The Cats waren eine niederländische Pop-Gruppe, die in ihrer Heimat von Mitte der 1960er bis zur Mitte der 1980er Jahre erfolgreich war. In den frühen 1970er Jahren hatten sie auch einige Hits in deutschsprachigen Ländern, darunter die Top-10-Erfolge One Way Wind (1971), Let’s Dance (1972) und Be My Day (1974).

## Besetzung
Während ihrer erfolgreichen Zeit bestand die Gruppe nahezu konstant aus folgenden sechs Mitgliedern:
- Cees Veerman: Gesang und Gitarre (* 6. Oktober 1943, † 15. März 2014)
- Piet Veerman: Gesang und Gitarre (* 1. März 1943)
- Theo Klouwer: Schlagzeug (* 30. Juni 1947, † 8. Februar 2001)
- Arnold Mühren: Bassgitarre (* 28. Januar 1944)
- Jaap Schilder: Gitarre und Klavier (* 9. Januar 1943)
- Piet Keizer: Gitarre (1972–1975, * 18. April 1952)

## Stilrichtung
The Cats machten bevorzugt Popmusik, die im Wesentlichen von Vokalharmonien lebte und von akustischen Instrumenten begleitet wurde. Sie machten Anleihen bei Folk und Country-Musik. In den Niederlanden wurde für ihren Musikstil der Begriff Palingsound (niederl. paling, Aal) geprägt, u. a. deshalb, weil sie aus dem Fischerort Volendam stammten. Als weitere Vertreter dieser Gattung gelten die George Baker Selection und BZN.

## Geschichte

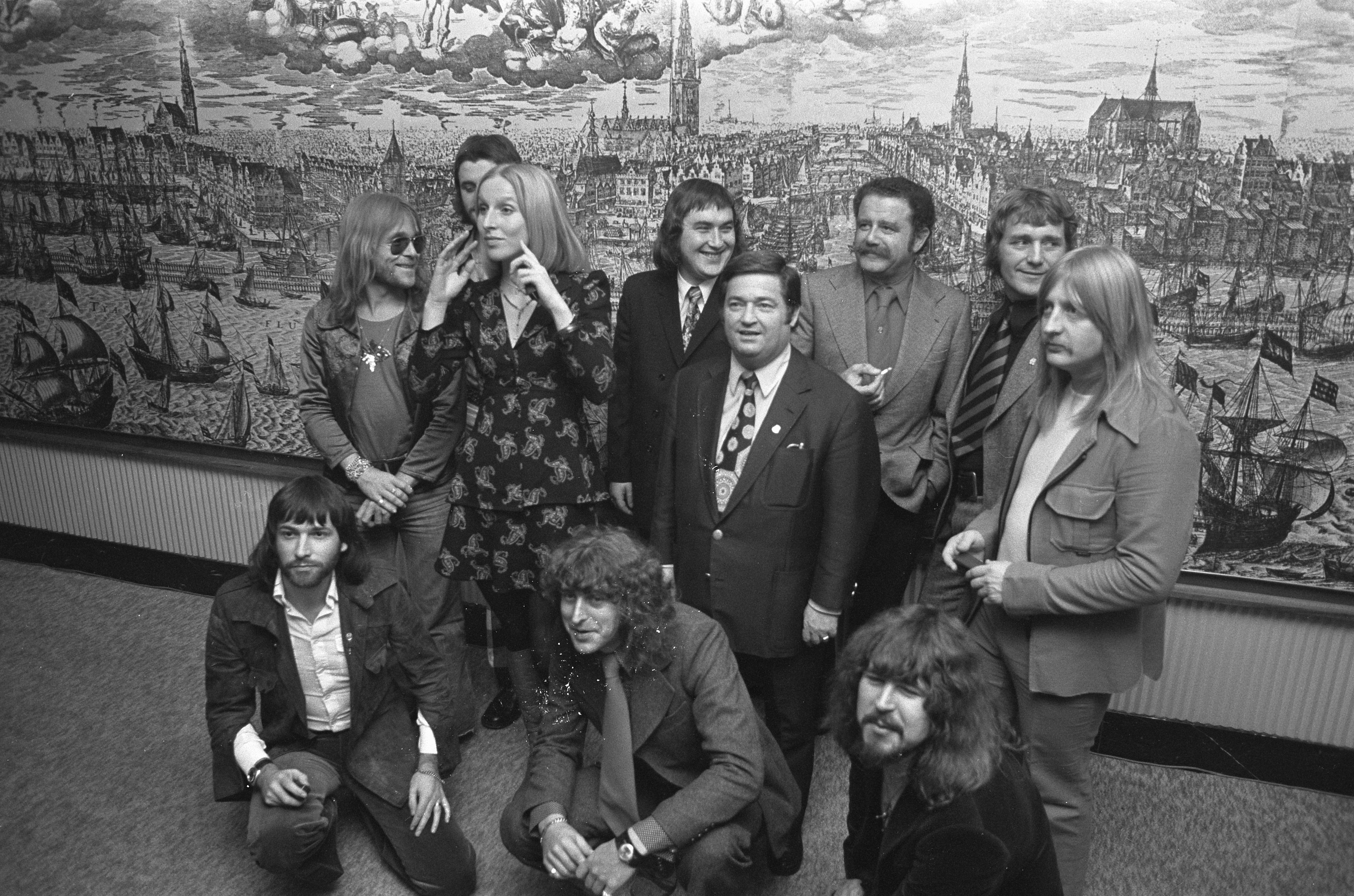
Preisverleihung Gouden Harp am 12. November 1973 in Amsterdam: vorne: Cees Vermann, Boudewijn de Groot, Theo Cluver; v. l. n. r. Arnold Mühren, Peet Keiser (verdeckt), Alma Netten, Jaap Schilder, Willy Alberti, Eli Asser, Henk Elsink, Peet Vermann

Ihre erste Single (Jukebox) nahmen die Cats 1965 auf. 1966 hatten sie ihren ersten Hit mit dem Titel What a Crazy Life. 1968 gelang ihnen ihre erste Nr. 1 in den Niederlanden mit Lea. Zu Beginn der 1970er Jahre hatten sie auch mehrere Erfolge in anderen europäischen Ländern. Dazu gehören vor allem die Titel One Way Wind (1972 Nr. 1 in der Schweiz) und Let’s Dance. 1973 wurden die Bandmitglieder mit der Gouden Harp ausgezeichnet.
Versuche, den anglo-amerikanischen Markt zu erreichen, waren erfolglos auch wenn die Band immer wieder Aufnahmen in ihrer Heimat in den Charts platzierten. 1985 verließ Piet Veerman die Gruppe, um eine Solo-Karriere zu beginnen.
Im Jahr 1994 nahmen Cees Veerman, Arnold Mühren und Jaap Schilder mit Gastmusikern wie Jan Akkerman das Album Shine On auf, konnten jedoch an frühere Erfolge nicht mehr anknüpfen. Nachdem die flämische Sängerin Dana Winner solo bereits 1994 eine Coverversion von „One Way Wind“ in ihrer Muttersprache, Westenwind, veröffentlicht hatte, nahm sie 1996 das Stück noch einmal mit Cats-Sänger Piet Veerman als Duett auf.

## Diskografie

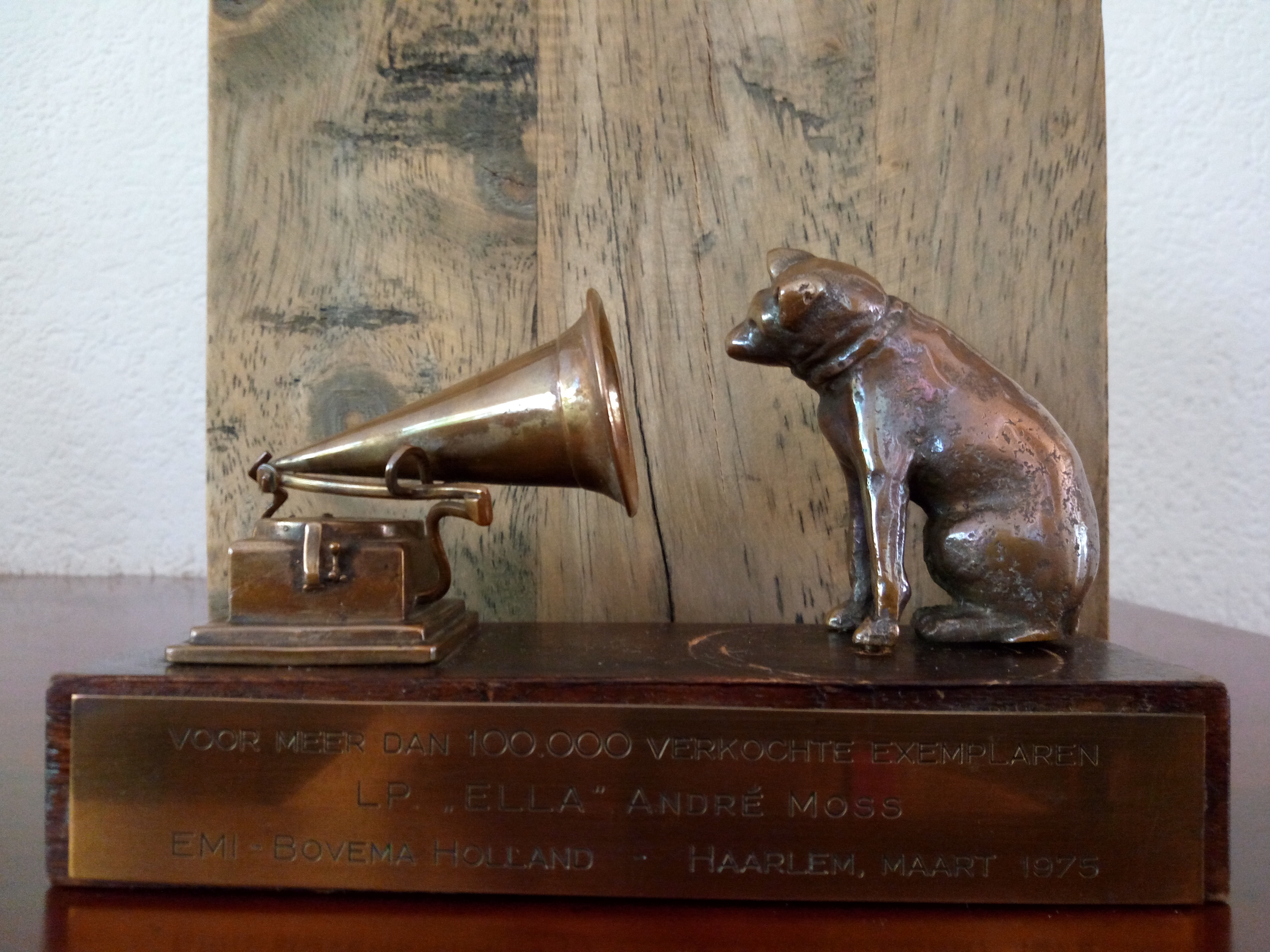
Goldener Hund für den Verkauf von einer Million Singles von One Way Wind in Deutschland

### Studioalben
| Jahr | Titel             | Höchstplatzierung, Gesamtwochen, AuszeichnungChartsChartplatzierungen (Jahr, Titel, Platzierungen, Wochen, Auszeichnungen, Anmerkungen) | Anmerkungen                   |
| Jahr | Titel             | NL | Anmerkungen                   |
| ---- | ----------------- | --- | ----------------------------- |
| 1968 | The Cats          | NL6 (9 Wo.)NL | Charteinstieg erst 1969       |
| 1969 | Colour Us Gold    | NL2 (16 Wo.)NL |                               |
| 1970 | Take Me With You  | NL1 (8 Wo.)NL |                               |
| 1971 | Aglow             | NL5 (8 Wo.)NL |                               |
| 1972 | Signed By         | NL6 (5 Wo.)NL |                               |
| 1973 | Home              | NL9 (4 Wo.)NL |                               |
| 1974 | Love In Your Eyes | NL1 (12 Wo.)NL |                               |
| 1976 | Homerun           | NL13 (3 Wo.)NL |                               |
| 1980 | Back To You       | NL30 (9 Wo.)NL | Piet Veerman And The New Cats |
| 1983 | Third Life        | NL15 (13 Wo.)NL |                               |
| 1985 | Flyin’ High       | NL13 (6 Wo.)NL |                               |
| 1994 | Shine On          | NL50 (7 Wo.)NL |                               |

grau schraffiert: keine Chartdaten aus diesem Jahr verfügbar
Weitere Studioalben
- 1967: Cats As Cats Can
- 1972: Katzen-Spiele
- 1972: Vaya con Dios
- 1975: Hard To Be Friends
- 1975: We Wish You A Merry Christmas
- 1977: Like The Old Days

### Livealben
| Jahr | Titel | Höchstplatzierung, Gesamtwochen, AuszeichnungChartsChartplatzierungen (Jahr, Titel, Platzierungen, Wochen, Auszeichnungen, Anmerkungen) | Anmerkungen |
| Jahr | Titel | NL | Anmerkungen |
| ---- | ----- | --- | ----------- |
| 1985 | Live  | NL38 (3 Wo.)NL |             |

### Kompilationen
| Jahr | Titel                                   | Höchstplatzierung, Gesamtwochen, AuszeichnungChartsChartplatzierungen (Jahr, Titel, Platzierungen, Wochen, Auszeichnungen, Anmerkungen) | Anmerkungen |
| Jahr | Titel                                   | NL | Anmerkungen |
| ---- | --------------------------------------- | --- | ----------- |
| 1970 | Portrait                                | NL4 (6 Wo.)NL |             |
| 1973 | The Best Of The Cats                    | NL— GoldNL |             |
| 1974 | 10 jaar The Cats                        | NL2 Gold · (12 Wo.)NL |             |
| 1974 | Story presenteert: The Cats op hun best | NL4 Platin · (7 Wo.)NL |             |
| 1979 | 20 Golden Hits                          | NL3 (34 Wo.)NL |             |
| 1980 | The End Of The Show                     | NL23 (7 Wo.)NL |             |
| 1982 | The Story Of The Cats                   | NL8 (13 Wo.)NL |             |
| 1984 | Het Complete Hit-Album                  | NL7 Gold · (23 Wo.)NL |             |
| 1992 | Love Cats 25 Years Lovesongs            | NL22 (18 Wo.)NL |             |
| 1994 | Gold                                    | NL20 Gold · (14 Wo.)NL |             |
| 1998 | The Very Best Of - Highlights           | NL20 Gold · (7 Wo.)NL |             |
| 2002 | Greatest Hits                           | NL3 (18 Wo.)NL |             |
| 2006 | Those Were The Days                     | NL2 Gold · (23 Wo.)NL |             |
| 2009 | The Cats 100                            | NL2 Gold · (20 Wo.)NL |             |
| 2011 | Trying To Explain - Cats Only           | NL19 (8 Wo.)NL |             |
| 2014 | Collected                               | NL2 (21 Wo.)NL |             |
| 2014 | Complete                                | NL30 (2 Wo.)NL |             |
| 2016 | The Golden Years Of Dutch Pop Music     | NL58 (1 Wo.)NL |             |

Weitere Kompilationen
- 1969: Songs We Sang
- 1971: Die Goldkatzen aus den Niederlanden
- 1971: The Cats
- 1972: Collectors Classics
- 1972: One Way Wind
- 1973: Lo mejor de
- 1973: One Way Wind
- 1975: Great Hits
- 1976: One Way Wind
- 1977: One Way Wind
- 1977: The Very Best Of The Cats
- 1978: The Best Of
- 1979: Supergold
- 1983: Collection
- 1983: The Story Of
- 1987: One Way Wind
- 1988: Greatest Hits Of The Cats Vol 1 And Vol 2
- 1992: Starportrait
- 1994: Silent Night
- 1996: Einfach das Beste
- 2000: Best Of
- 2004: Christmas With The Cats
- 2010: Alle 40 goed
- 2012: Best Of - 3CD
- 2012: Essential Volume 2

### Singles
| Jahr | Titel Album                                  | Höchstplatzierung, Gesamtwochen, AuszeichnungChartplatzierungen (Jahr, Titel, Album, Platzierungen, Wochen, Auszeichnungen, Anmerkungen) | Höchstplatzierung, Gesamtwochen, AuszeichnungChartplatzierungen (Jahr, Titel, Album, Platzierungen, Wochen, Auszeichnungen, Anmerkungen) | Höchstplatzierung, Gesamtwochen, AuszeichnungChartplatzierungen (Jahr, Titel, Album, Platzierungen, Wochen, Auszeichnungen, Anmerkungen) | Höchstplatzierung, Gesamtwochen, AuszeichnungChartplatzierungen (Jahr, Titel, Album, Platzierungen, Wochen, Auszeichnungen, Anmerkungen) | Anmerkungen                   |
| Jahr | Titel Album                                  | DE | AT | CH | NL | Anmerkungen                   |
| ---- | -------------------------------------------- | --- | --- | --- | --- | ----------------------------- |
| 1966 | What A Crazy Life                            | — | — | — | NL14 (15 Wo.)NL |                               |
| 1967 | Vive L’amour                                 | — | — | — | NL26 (6 Wo.)NL |                               |
| 1967 | Sure He’s A Cat Cats As Cats Can             | — | — | — | NL12 (13 Wo.)NL |                               |
| 1967 | What Is The World Coming To Cats As Cats Can | — | — | — | NL27 (5 Wo.)NL |                               |
| 1968 | Turn Around And Start Again                  | — | — | — | NL14 (9 Wo.)NL |                               |
| 1968 | Times Were When Cats                         | — | — | — | NL2 (18 Wo.)NL |                               |
| 1968 | Lea Cats                                     | — | — | — | NL1 (22 Wo.)NL |                               |
| 1968 | Vaya Con Dios Cats                           | — | — | — | NL3 (14 Wo.)NL | Charteinstieg in NL erst 1972 |
| 1969 | Why Colour Us Gold                           | — | — | — | NL1 (13 Wo.)NL |                               |
| 1969 | Scarlet Ribbons Colour Us Gold               | — | — | — | NL3 (11 Wo.)NL |                               |
| 1969 | Marian                                       | — | — | — | NL1 (16 Wo.)NL |                               |
| 1970 | Magical Mystery Morning                      | — | — | — | NL4 (9 Wo.)NL |                               |
| 1970 | Where Have I Been Wrong Take Me With You     | — | — | — | NL1 (14 Wo.)NL |                               |
| 1971 | Don’t Waste Your Time Take Me With You       | — | — | — | NL11 (5 Wo.)NL |                               |
| 1971 | One Way Wind Aglow                           | DE4 (43 Wo.)DE | — | CH1 (16 Wo.)CH | NL3 (14 Wo.)NL |                               |
| 1972 | Let’s Dance Signed By The Cats               | DE3 (32 Wo.)DE | AT18 (12 Wo.)AT | CH2 (13 Wo.)CH | NL2 (18 Wo.)NL | Charteinstieg in AT erst 1973 |
| 1972 | There Has Been A Time                        | — | — | — | NL3 (11 Wo.)NL |                               |
| 1972 | Du bist mein Zuhaus’ Katzen-Spiele           | DE36 (2 Wo.)DE | — | — | — |                               |
| 1973 | Let’s Go Together Home                       | — | — | — | NL7 (7 Wo.)NL |                               |
| 1973 | Maribaja Home                                | — | — | — | NL6 (7 Wo.)NL |                               |
| 1974 | Rock & Roll                                  | DE48 (1 Wo.)DE | — | — | NL3 (8 Wo.)NL |                               |
| 1974 | Be My Day Love In Your Eyes                  | DE4 (26 Wo.)DE | AT12 (16 Wo.)AT | — | NL1 (15 Wo.)NL |                               |
| 1974 | Come Sunday Hard To Be Friends               | DE46 (1 Wo.)DE | — | — | NL6 (8 Wo.)NL |                               |
| 1975 | Hard To Be Friends                           | — | — | — | NL15 (5 Wo.)NL |                               |
| 1975 | Like A Spanish Song                          | — | — | — | NL9 (6 Wo.)NL |                               |
| 1975 | Silent Night                                 | — | — | — | NL18 (14 Wo.)NL |                               |
| 1976 | We Should Be Together Homerun                | — | — | — | NL16 (5 Wo.)NL |                               |
| 1976 | Romance                                      | — | — | — | NL25 (4 Wo.)NL |                               |
| 1977 | Save the Last Dance for Me Like The Old Days | DE48 (1 Wo.)DE | — | — | NL6 (8 Wo.)NL |                               |
| 1977 | Cindy Like The Old Days                      | — | — | — | NL18 (5 Wo.)NL |                               |
| 1978 | She Was Too Young Like The Old Days          | — | — | — | NL24 (5 Wo.)NL |                               |
| 1980 | The End Of The Show                          | — | — | — | NL5 (10 Wo.)NL |                               |
| 1983 | La Diligence                                 | — | — | — | NL11 (8 Wo.)NL |                               |
| 1983 | Stay In My Life Third Life                   | — | — | — | NL20 (5 Wo.)NL |                               |
| 1984 | Love Is A Golden Ring Third Life             | — | — | — | NL15 (5 Wo.)NL |                               |
| 1984 | Lovers Don’t Talk Third Life                 | — | — | — | NL37 (3 Wo.)NL |                               |
| 1985 | She’s So In Love Flyin’ High                 | — | — | — | NL31 (5 Wo.)NL |                               |

grau schraffiert: keine Chartdaten aus diesem Jahr verfügbar